# Isole di San Paolo
Le Isole di San Paolo (in maltese Gżejjer ta' San Pawl o Selmunett, in inglese St Paul's Island), conosciute anche come Isola di San Paolo, dal momento che si tratta di due piccole isole separate da un tratto di mare talmente sottile da farle sembrare una, sono due isole situate sulla punta che separa la Baia di San Paolo da quella di Mellieħa, di fronte alle cittadine di Buġibba e Qawra, nell'arcipelago delle Isole Calipsee.
Sono ad oggi disabitate da quando l'ultimo abitante abbandonò l'isola decenni fa. Ad oggi sono ancora in corso dispute sul fatto che le Isole possano essere o meno il punto reale dello sbarco di San Paolo a Malta.

## Il resoconto degli Atti degli Apostoli
Nel libro degli Atti degli Apostoli, viene narrato che nell'anno 60 il governatore romano della Giudea Porcius Festus consentì a Paolo di Tarso il passaggio dalla Palestina a Roma per prendere posizione al processo di eresia di fronte all'Imperatore Nerone. Paolo venne fatto imbarcare su una galera mercantile, sotto controllo armato, assieme a molti altri tra cui Luca. In prossimità dell'isola di Creta incapparono in una tempesta, ma Paolo rassicurò tutti dicendo
(Atti degli Apostoli, Cap. 27, 33-34)
e iniziando a mangiare. Solo a seguito dello sbarco in prossimità delle isole vennero a sapere poi il nome del paese in cui erano capitati, e cioè Malta.